# Gilbert Soares Klier Júnior
Gilbert Soares Klier Júnior (n. 16 mai 2000) este un jucător de tenis brazilian. A participat la competiții asociate Jocurilor Olimpice în care a câștigat o medalie de bronz.